# Скорко, Данил Павлович
Дани́л Па́влович Скорко́ (укр. Даніл Павлович Скорко; род. 6 апреля 2002, Чернигов) — украинский футболист, защитник клуба «Александрия».

## Биография

### Клубная карьера
В сезонах 2018/2019, 2019/2020, 2020/2021 играл за юношескую и молодёжную команду «Динамо (Киев)» в юношеском чемпионате Украины и молодежном чемпионате Украины.
В сезоне 2021/2022 на правах аренды играл в составе одесского «Черноморца». 31 декабря 2021 аренда игрока закончилась.
13 января 2022 официально перешел в состав луганской «Зари».

### В сборных
13 октября 2018 года забил свой первый гол за юношескую сборную Украины (до 17).

## Достижения
«Александрия»
- Серебряный призёр чемпионата Украины: 2024/25